# Cytomégalovirus humain
Cytomegalovirus humain
Pour les articles homonymes, voir CMV.
Espèce
Synonymes
- Macacine betaherpesvirus 3 ICTV, 2015
- Macacine herpesvirus 3 ICTV, 2008
- Cercopithecine herpesvirus 8 ICTV, 1999

Le cytomégalovirus humain (hCMV) Cytomegalovirus humanbeta5, aussi appelé Herpesvirus humain de type 5 (HHV-5), est un virus responsable d'infections passant le plus souvent inaperçues. Son caractère pathogène survient surtout chez des patients dont les défenses immunitaires ont été affaiblies, tels ceux traités par immunosuppresseurs, atteints par le sida et les fœtus. Le CMV rend aussi vulnérables les patients déjà atteints d'une maladie systémique, cette dernière pouvant provoquer une immunodépression.
Une infection à cytomégalovirus chez la femme enceinte peut provoquer des lésions chez le fœtus. Il s'agit de l'infection fœtale congénitale la plus fréquente dans les pays industrialisés.
Le Cytomegalovirus humanbeta5 est présent à vie dans 30 à 70 % de la population. Chez des personnes prédisposées, il peut causer l’apparition d'un glioblastome (cancer du cerveau). Il n'existe pas encore de vaccin.

## Le virus

Le cytomégalovirus appartient à la famille des herpesvirus qui comprend 8 espèces infectieuses chez l'humain, dont les plus connues sont le virus d'Epstein-Barr, le virus varicelle-zona et le cytomégalovirus humain lui-même. Cette famille de virus est caractérisée par sa capacité à produire des infections latentes et persistantes.
Sa structure comporte un génome, une capside, une enveloppe recouverte de glycoprotéines. Le génome (ADN double brin linéaire) est emballé dans une structure protéique appelée capside, qui a une conformation géométrique polyédrique (icosaédrique).

## Liste des espèces
L'ICTV identifie les espèces suivantes :
- Cytomegalovirus aotinebeta1 ex Herpesvirus aotus 1 (AoHV-1)
- Cytomegalovirus cebinebeta1
- Cytomegalovirus cercopithecinebeta5 ou cytomégalovirus du singe vert (CeHV-5)
- Cytomegalovirus humanbeta5 ou cytomégalovirus humain
- Cytomegalovirus macacinebeta3 ex Cercopithecine herpesvirus 8 (CeHV-8, 1999-2008) ou cytomégalovirus du singe rhésus
- Cytomegalovirus macacinebeta8
- Cytomegalovirus mandrillinebeta1
- Cytomegalovirus paninebeta2
- Cytomegalovirus papiinebeta3
- Cytomegalovirus papiinebeta4
- Cytomegalovirus saimiriinebeta4

## Épidémiologie
L'être humain est le seul réservoir de ce virus et sa transmission se fait par contact car c'est un virus très fragile. Ce virus se transmet par toutes les sécrétions corporelles : salive, sang, sperme, larmes, lait maternel, sécrétions du vagin et du col de l'utérus. Cette infection a une répartition mondiale sans rythme saisonnier.
La prévalence est de 30 à 70 % dans les pays d’Europe de l'Ouest et d’Amérique du Nord, et de 80 à 100 % dans les pays en voie de développement.

## Sensibilités et viabilité
L'antiviral Ganciclovir réduit ou interrompt la réplication virale in vivo. Cent fois plus actif que l'Aciclovir, il est également beaucoup plus toxique (toxicité médullaire : neutropénie et thrombopénie) et n'est utilisé que dans le traitement des infections sévères chez les immunodéprimés.
Le CMV est sensible aux désinfectants (hypochlorite de sodium à 1 %, éthanol à 70 %, glutaraldéhyde, formaldéhyde).
Le CMV est sensible à la chaleur (50 à 60 °C pendant au moins 30 minutes), à des solvants lipidiques, un faible pH, aux rayons ultraviolets, aux cycles de congélation et de décongélation, ce qui l'inactive.
Le CMV peut survivre pendant quelques jours à température ambiante à l'extérieur de son hôte.

## Cytomégalovirus et grossesse
Parmi les pathologies infectieuses survenant en cours de grossesse pouvant entraîner une atteinte fœtale, celle à cytomégalovirus (CMV) revêt un caractère particulier aujourd’hui pour deux raisons : l’atteinte auditive peut survenir de façon décalée par rapport à la naissance et dans les quatre premières années de vie et le traitement antiviral s’il est administré dès la naissance et/ou chez la mère avant la 12e semaine de grossesse permet de réduire le risque d’apparition de séquelles neurosensorielles.

### Clinique
L’infection à CMV se distingue des autres infections au cours de la grossesse par sa fréquence puisqu’elle concerne 0,4 % des naissances en France, et par sa gravité, puisque c'est la première cause de retard mental alors qu’au seul niveau de l’oreille, elle est responsable de 1 surdité sur 2 000 naissances, représentant largement la première cause de surdité non génétique,,.
En cas d’infection maternelle, il s’agit une fois sur deux d’une primoinfection avec séroconversion au cours des 3 mois précédant ou suivant la conception. Il s’agit d’une infection secondaire avec réactivation virale ou contact avec un nouveau sérotype. Le virus se transmet au fœtus dans 50 % des cas.
- 10 % de ces fœtus auront des manifestations cliniques et/ou échographiques de l'infection avec des séquelles graves (microcéphalie, dilatation des ventricules du cerveau, atteintes oculaires) ;
- 10 % des fœtus ne présentant aucun signe clinique ou échographique développeront au bout de quelques années une surdité.

80 % des femmes enceintes seront asymptomatiques, les autres 20 % présenteront un syndrome pseudogrippal ou seront simplement fébriles.
L’immunisation préalable de la mère ne confère donc pas une protection efficace. Le CMV est extrêmement présent dans les crèches, où 80 % des enfants excrètent le virus. Chez la femme enceinte non immunisée, le risque de contamination est augmenté par le fait d'avoir un enfant en bas âge, surtout s'il va en crèche. La contamination se fait alors surtout lors des changements de couches ou du partage des couverts.

### Conséquence d'une infection maternelle chez le fœtus

#### Particularité de la surdité par infection à CMV
La fréquence de la transmission materno-fœtale est de l’ordre de 35 % aux trois trimestres de la grossesse mais, fait fondamental, le risque d’atteinte neurosensorielle chute considérablement de 40 % au premier trimestre pour pratiquement disparaître après la 12e semaine de grossesse.
La surdité prend tous les visages car elle peut survenir de façon décalée par rapport à la naissance avec un délai d’apparition de 16 à 20 mois et/ou s’aggraver progressivement tout au long de la vie. Finalement, elle touchera environ 13 % des enfants infectés, soit 33 % des enfants symptomatiques et 10 % des enfants asymptomatiques ; elle sera responsable finalement de 25 % des surdités des enfants de 4 ans.
Le risque de surdité est identique que l’on soit en situation de primoinfection ou de récurrence. Outre la prématurité, il est surtout corrélé à l’importance de la charge virale à la naissance et à une excrétion virale urinaire forte et prolongée : le risque de surdité chez l’enfant asymptomatique croît linéairement entre 3 000 et 30 000 copies/ml avec un risque élevé de séquelles tardives lorsque la charge initiale dépasse les 12 000 copies/ml.
Lorsque la surdité survient, elle est surtout sévère à profonde, bilatérale dans 43 % des cas chez le nouveau-né asymptomatique et dans 70 % des cas chez le nouveau-né symptomatique. L’enfant atteint secrétera du virus dans la salive et dans les larmes pendant au moins 1 an, dans les urines pendant au moins 2 ans.
La certitude de la responsabilité du CMV dans la genèse de la surdité n’est possible qu’au cours des 3 premières semaines de vie en recherchant sa présence dans la salive, le sang et les urines car au-delà, il peut s’agir d’une infection néonatale dont le pronostic est radicalement différent. Au-delà de 3 semaines et jusqu’à 2 ans, chez un enfant atteint de surdité avec présence de CMV dans la salive et les urines, un diagnostic rétrospectif peut être envisagé secondairement en utilisant la PCR sur le carton de Guthrie en sachant qu’il n’est conservé que de 2 à 8 ans selon les régions, que la sensibilité du test n’est pas de 100 % et qu’il n’est pas simple d’y avoir accès.

#### Autres atteintes
Les atteintes caractéristiques du CMV au niveau du fœtus sont :
- une atteinte neurologique plus ou moins sévère, un retard mental, une calcification cérébrale à l'échographie ;
- une atteinte des nerfs sensoriels : surdité, choriorétinite ;
- une atteinte hépatique (ictère, troubles hémorragiques) ;
- une atteinte digestive avec une hyperéchogénicité des anses intestinales ;
- une thrombopénie ;
- un retard de croissance intra-utérin.

Le diagnostic est généralement évoqué à l'échographie.
Le pronostic est fonction de l'atteinte neurologique.

### Diagnostic

#### Signes échographiques
1. Microcéphalie
2. Dilatation des ventricules latéraux du cerveau
3. Retard de croissance intra-utérin
4. Hyperéchogénicité des intestins

#### À la naissance
À la naissance, les nouveau-nés infectés in utero au cours du premier trimestre sont cliniquement symptomatiques dans 30 % des cas, 10 à 15 % d'entre eux développeront des séquelles cognitives et motrices potentiellement sévères,. Dans 70 % des cas, ces nouveau-nés sont totalement asymptomatiques à l’exception d’un déficit auditif chez 15 à 30 % d’entre eux, le plus souvent unilatéral mais potentiellement évolutif et qui ne serait accessible que par un dépistage systématique à la naissance pour l’heure inexistant ou presque.

#### Méthode indirecte
- Se base sur la présence d'anticorps dans le sang de la mère.

Cette méthode n'a en pratique que peu d'intérêt pour le diagnostic positif d'une infection à cytomégalovirus.
1. Les tests commerciaux ont parfois une sensibilité faible.
2. La classique distinction entre IgG (Immunoglobuline de type G) et IgM (Immunoglobuline de type M) ne résiste pas à la pratique : de nombreuses femmes gardent des années les IgM ; impossibilité de diagnostiquer les réinfections. Et 70 % des primoinfections n'ont pas d'IgM.
3. La recherche d'avidité des immunoglobulines permet de distinguer les infections des réinfections.

- Son seul intérêt est d'éliminer une infection à cytomégalovirus quand le sérodiagnostic est négatif.

#### Méthode directe
Cette méthode nécessite de recueillir du liquide amniotique au cours d'une amniocentèse.
- Mise en évidence par culture du virus.

1. Technique de référence mais la fragilité du virus rend parfois difficile sa réalisation.
2. Demande une à trois semaines.
3. Très spécifique (100 %) mais de sensibilité moyenne (50 %).
4. La technique dite de culture rapide augmente la sensibilité.

- Mise en évidence des antigènes viraux : pp65.
- Mise en évidence par amplification génique ou PCR du virus.

Méthode de référence pour le diagnostic de l'atteinte fœtale par le virus

### Traitement
Il n'existe aucun traitement disponible pour diminuer le risque d'atteinte fœtale.
Lorsque le diagnostic d'infection fœtale à CMV est posé sur des critères échographiques et recherche de cytomégalovirus par PCR, il est possible de pratiquer une interruption médicale de grossesse.
On dispose de deux médicaments antiviraux la DHPG (Ganciclovir) et l'acide phosphonoformique (Foscarnet). Un troisième médicament, l'HPMPC (Cidofovir), est réservé en cas de résistance aux deux précédents.
Il n'y a pas de vaccin actuellement au point contre le CMV.
Les gammaglobulines à haut titre d'anticorps anti-CMV ont, en injections répétées, une activité préventive (greffes).

### Prévention
- Aucun vaccin n'est disponible.
- La prévention n'est possible que chez les femmes enceintes séronégatives. Les précautions suivantes permettent de réduire le risque :

1. éviction professionnelle des femmes séronégatives si elles s'occupent d'enfants en bas âge ;
2. fréquents lavages des mains ;
3. port de gants en latex pour éviter le contact avec des liquides corporels ou des objets souillés par ces liquides ;
4. ne pas donner de baiser sur la bouche (même à ses propres enfants) ;
5. lavage à grande eau du pot de l'enfant, tous les jours soit avec des gants, soit par une autre personne avec de l'eau bouillante ou un désinfectant ;
6. pendant son repas, utiliser des couverts séparés pour la femme enceinte et ses enfants. Ne jamais goûter les repas de l'enfant avec sa cuillère. Ne jamais goûter son biberon ;
7. ne pas prendre de bain avec son enfant ;
8. en cas de transfusion d'une femme enceinte, faire une transfusion avec du sang déleucocyté ou CMV négatif ;
9. rapports sexuels avec préservatifs, même chez un couple stable, car le père peut se contaminer auprès des enfants.

### Dépistage de l'infection à CMV chez la femme enceinte
Le Collège national des gynécologues et obstétriciens français considère qu’en l’état actuel des connaissances, une politique de dépistage systématique du CMV au cours de la grossesse n’est pas justifiée par des bénéfices démontrés et qu’elle aurait sans doute des conséquences néfastes.
Hormis la Belgique et l'Italie, aucun pays ne pratique le dépistage systématique de l'infection à CMV chez la femme enceinte car :
- 80 % des fœtus des femmes infectées n'auront aucune séquelle ;
- la sérologie est d'interprétation délicate voire impossible en cas de réinfection.

Seules les mesures d'hygiène permettent actuellement de réduire l'incidence des infections congénitales à CMV.

### En Belgique
En Belgique, le Conseil supérieur de la santé émet une opinion d'expert faisant le point sur la problématique dans le pays pour les femmes enceintes. Les principales recommandations de l'avis sont :
- Pas de vaccin, pas de traitements disponibles donc les règles élémentaires d'hygiène à la maison et sur le lieu de travail pour éviter l'infection : se laver régulièrement les mains, surtout après avoir eu un contact avec de la salive ou de l'urine d'enfants en bas âge (par exemple après avoir changé des couches) ou porter des gants lors du changement de couches et/ou de la manipulation du linge sale d'enfants. S'assurer que les jouets, plans de travail et autres surfaces qui entrent en contact avec les fluides corporels de jeunes enfants soient propres (lavés au savon ou avec une solution hydroalcoolique). Ou encore : ne pas utiliser les mêmes couverts, ne pas utiliser la même brosse à dents, ne pas mettre en bouche les tétines et sucettes, ne pas donner des baisers sur la bouche, ne pas utiliser le même linge de bain, etc.
- Éloignement des femmes enceintes :
  - Les puéricultrices (CMV+ ou CMV-) actives au sein d’une garderie/crèche et enceintes doivent cesser ces activités dès que possible.
  - Il est également possible que les femmes enceintes (CMV+ ou CMV-) travaillant dans une école maternelle et n’étant pas en mesure d'appliquer les mesures préventives d'hygiène doivent également interrompre leurs activités sur avis du médecin du travail. Elles ne doivent pas être systématiquement écartées dans ce contexte.
  - Les femmes enceintes (CMV+ ou CMV-) travaillant dans les soins de santé et dans les services de prise en charge de personnes handicapées doivent appliquer de façon stricte les précautions générales d’hygiène, surtout lorsqu’elles apportent des soins d’hygiène corporelle aux enfants. Elles ne doivent pas être systématiquement écartées dans ce contexte.
  - Les puéricultrices allaitantes, séronégatives (CMV-), avec un enfant prématuré ou immunodéprimé et travaillant dans une garderie d’enfants doivent cesser ces activités dès que possible (CSS 9215, 2014)[13].
- Dépistage systématique des femmes enceintes pour le CMV ? Oui, mais... utile si et seulement si cela aide à la prise de conscience du danger ou si cela rassure les parents. Sinon, peu d'intérêt.
- Dépistage systématique des nouveau-nés pour le CMV ? Oui, à mettre en place pour une meilleure connaissance de l'épidémiologie en Belgique et permettre le dépistage précoce des enfants infectés au cours de la grossesse pour limiter les séquelles graves. Des recherches doivent être effectuées pour mettre au point de meilleures méthodes de dépistage chez l’enfant. En l’absence de recherches complémentaires sur ces méthodes, le Conseil recommande la Polymerase Chain Reaction (PCR) ciblée sur l’ADN du CMV et réalisée sur les urines ou la salive comme alternative acceptable à la méthode de référence. Néanmoins, une prise d’échantillons réalisée correctement avec un risque de contamination le plus faible possible demeure une pierre d’achoppement dans cette démarche. Il est donc également important d’y être attentif lors de l’utilisation de ces techniques.
- Le CMV peut également être éventuellement transmis par les voies sanguines (transfusion) et sexuelles mais ces dernières ne sont pas abordées dans le cadre de cet avis.
  - En effet, en termes de transfusion, il est utile de rappeler l’efficacité des méthodes actuelles de réduction des pathogènes pour les concentrés plaquettaires et que, depuis 2005, les concentrés érythrocytaires sont tous déleucocytés. Les indications pour les donneurs « CMV-séronégatifs » au moment du don sont clairement reprises dans les avis 8390 et 8381[14],[15].
  - En ce qui concerne la probabilité de transmission par voie sexuelle, cet aspect n’est en pratique jamais pris en considération.

## Tropisme cellulaire

### Cellules cibles
- Monocyte et macrophage
- Cellule endothéliale
- Cellule musculaire lisse
- Cellule glandulaire

### Sites de latences
- Monocytes du sang circulant
- Progéniteurs de la moelle osseuse de type CD34+

## Clinique
- Forme asymptomatique (90 % des cas)
- Forme bénigne (que le patient prend pour de la fatigue simple)
- Forme classique :
  - altération de l'état général (AEG) ;
  - fièvre ;
  - arthralgie ;
  - syndrome mononucléosique.
- Forme compliquée
- Forme sévère

## Cytomégalovirus et SIDA
Au stade SIDA du VIH, on a un taux de CD4 très bas avec donc une immunité cellulaire minime. Que ce soit en primoinfection, en récurrence ou en réactivation, les symptômes sont plus sévères que chez le sujet immunocompétent :
- rétinite chez 85 % des patients atteints de SIDA ;
- atteinte du tube digestif, notamment des rectocolites à CMV dans 30 % des cas ;
- des formes neurologiques dans 10 % des cas.

On ne retrouve aucune de ces symptomatologies chez l'immunocompétent.

## Cytomégalovirus et personnes sous immunodépresseurs
La prise en charge de cette infection virale chez le transplanté a fait l'objet de la publication de recommandations internationales datant de 2018.
Le cytomégalovirus est particulièrement répandu chez les transplantés rénaux.
En règle générale, il se manifeste peu de temps après la greffe (2 à 3 semaines) et se diagnostique sur la courbe de température du malade qui est assez caractéristique : température normale le matin, puis montée en flèche dans la mi-journée à plus de 39 °C, 40 °C pour redescendre et se stabiliser la nuit et ainsi de suite…
La durée peut être variable selon l'état général du patient mais elle avoisine les trois semaines, au cours desquelles, étant donné le fort taux d'immunodépresseur lié à la greffe, aucun traitement ne sera prescrit. Lorsqu'il est sûr que c'est bien un CMV, le traitement consiste à boire régulièrement beaucoup d'eau, éventuellement le médecin prescrira une dose moindre d'immunodépresseur (selon les cas) et la surveillance doit se faire en milieu hospitalier jusqu'à ce que la pointe de température du midi commence à présenter une courbe descendante pour finir par se stabiliser à une température « normale ». Une infection à CMV reste cependant associée à un plus grand risque de diabète, d'infections opportunistes et de rejet du greffon.

## Traitement
Le ganciclovir (Cymevan) et sa prodrogue estérifiée, le valganciclovir (Rovalcyte), sont des analogues de désoxyguanosines efficaces contre le cytomégalovirus. Cependant, outre le fait qu'ils sont toxiques pour la moelle osseuse, ils sont mutagènes et tératogènes, et sont de ce fait contre-indiqués en cas de grossesse. Le valganciclovir a l'avantage de pouvoir être donné par voie orale, ce qui est plus pratique en cas de traitement prolongé.
On peut administrer à la place du foscarnet (foscavir), un analogue de pyrophosphate, ou du cidofovir (Vistide), un analogue de la cytidine, actif après une double phosphorylation. Cependant, ces deux molécules ont une certaine toxicité rénale.
Ces trois molécules sont des inhibiteurs de l'ADN polymérase virale.
Le letermovir cible la sous-unité pUL56 de la terminase virale et semble être prometteur en traitement préventif.

## Référence biologique
- (en) ICTV : Cytomegalovirus  (consulté le 25 janvier 2021)